# آلم‌کرک
المکرک (به هلندی: Almkerk) یک منطقهٔ مسکونی در هلند است که در Woudrichem واقع شده‌است.

## خصوصیات
المکرک ۳٬۶۰۰ نفر جمعیت دارد.